# Franc Červan
Franc Červan, slovenski atlet, * 14. oktober 1936, Podgora, † 7. november 1991, Celje.
Červan je za Jugoslavijo nastopil na Poletnih olimpijskih igrah 1964 v Tokiu, kjer je nastopil v teku na 5 in 10 kilometrov.
Na 5 km je osvojil sedmo mesto v tretji kvalifikacijski skupini prvega predtekmovanja in se ni uvrstil v nadaljevanje. V teku na 10 kilometrov je osvojil 10. mesto.